# Distretto di Vilcanchos
Il distretto di Vilcanchos è un distretto del Perù che appartiene geograficamente e politicamente alla provincia di Víctor Fajardo nella regione di Ayacucho. È ubicato a sudest della capitale peruviana.

## Capoluogo e data di fondazione
Vilcanchos - Distretto fondato il 14 novembre del 1910.
Sindaco (alcalde) 2007-2010: José Huamaní Godoy.

## Superficie e popolazione
- 498,54 km²
- 2 843 abitanti (INEI 2005) di cui il 49% sono donne e il 51% uomini

## Distretti confinanti
Confina a nord con il distretto di Totos (provincia di Cangallo); a sud con il distretto di Santiago de Lucanamarca (provincia di Huancasancos); a est con il distretto di Sarhua; e a ovest con il distretto di Santiago de Chocorvos (provincia di Huaytará).